# Chrysobothris fiskei
Chrysobothris fiskei es una especie de escarabajo del género Chrysobothris, familia Buprestidae. Fue descrita científicamente por Fisher en 1942.
Se encuentra en Oklahoma y Texas.
Las larvas se hospedan en Cercis canadensis var. texansis y Quercus vaseyana.